# Ranger 8
Ranger 8 fu una sonda appartenente alla terza generazione del Programma Ranger destinata a raggiungere la Luna, era simile a Ranger 7.

## La sonda

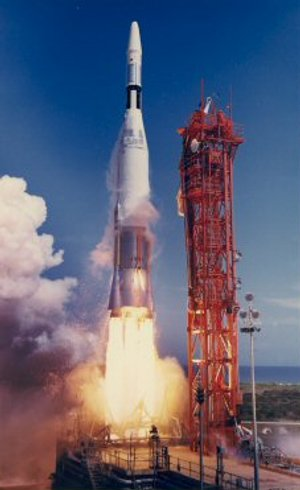
Lancio di Ranger 8

Il veicolo era composto da una base esagonale di 1,5 metri di diametro, che ospitava il sistema di propulsione e le batterie elettriche, e da una torre tronco-conica che conteneva le videocamere. Possedeva due pannelli solari con un'apertura totale di 4,6 m ed un'antenna parabolica ad alto guadagno montata tramite cerniere ad un angolo della base, lontana dai pannelli solari. In cima al veicolo si trovava un'antenna quasi omnidirezionale a basso guadagno, che portava l'altezza complessiva della sonda a 3,6 m.
Ranger 8 ospitava ben 6 videocamere vidicom di cui 2 grandangoli. Le videocamere erano raggruppate in due canali separati, ognuno indipendente dall'altro, in modo da garantire una buona probabilità di funzionamento.
Per la navigazione disponeva di un motore a razzo che utilizzava come carburante idrazina, l'assetto era controllato tramite 12 razzi ad azoto coadiuvati da 3 giroscopi, 4 sensori solari primari, 2 sensori solari secondari e un sensore terrestre. L'elergia elettrica veniva fornita da 9.792 celle solari che erogavano 200 watt di potenza. Inoltre due batterie da 1.200 wattora ad Argento - Zinco erogavano 26,5 volt, per un'autonomia di 9 ore, garantivano le comunicazioni con la Terra. Altre due batterie da 1.000 wattora ad Argento - Zinco alimentavano il resto della sonda.
Le comunicazioni avvenivano tramite le due antenne e vari trasmettitori tra cui due a 60 watt assegnato alla trasmissione dei dati televisivi, uno a 959.52 MHz e l'altro a 960.05 MHz, più un transponder di 3 watt alla frequenza di 960.58 MHz.
Il Ranger 8 fu completamente sterilizzato per non contaminare la Luna.

## La missione

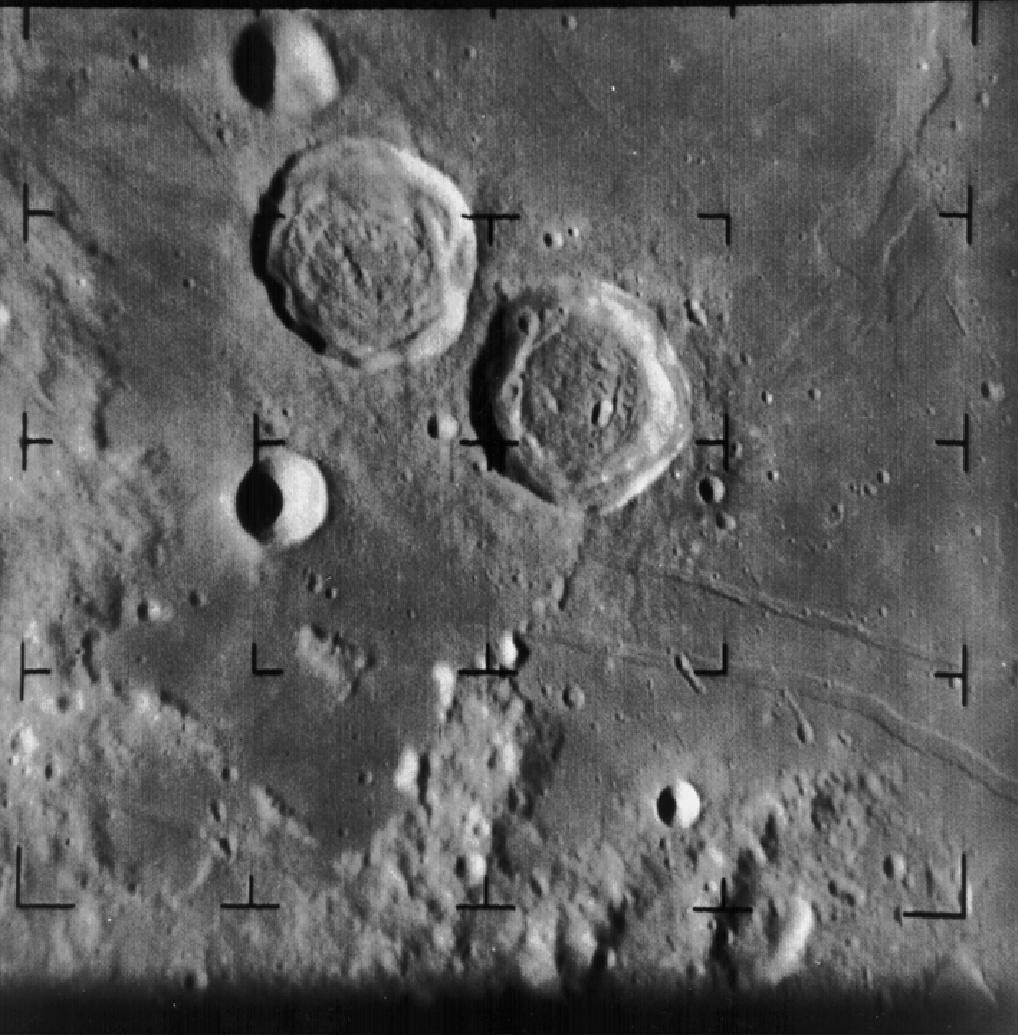
Foto della Luna ripresa da Ranger 8

Il Ranger 8 fu lanciato il 17 febbraio del 1965 alle 17:05:00 UTC tramite il razzo vettore Atlas-Agena. La sonda riuscì a lasciare l'orbita bassa terrestre ed iniziò il suo viaggio verso la Luna. Dopo la separazione dall'Agena, furono dispiegati i pannelli solari e la sonda fu attivata. Il giorno successivo, 18 febbraio, fu effettuata la correzione di rotta necessaria per l'incontro con la Luna, durante questa manovra si verificò diverse volte un calo consistente dell'alimentazione elettrica della sonda, e questo fenomeno continuò per tutto il tempo di funzionamento del motore. Allo spegnimento dello stesso, Ranger 8 ritornò a funzionare regolarmente. Questi blackout non influenzarono pesantemente la navigazione, fu solo cancellata una sequenza necessaria a puntare tutte le telecamere durante l'avvicinamento al nostro satellite, ma in questo modo fu possibile osservare un'area maggiore della superficie lunare.
Ranger 8 raggiunse la Luna il 20 febbraio del 1965, la prima immagine fu ripresa alle 9:34:32 UT da un'altezza di 2.510 km. In 23 minuti di volo, il tempo necessario alla sonda per toccare il suolo, furono effettuate 7.137 foto al alta qualità, l'ultima aveva una risoluzione di 1,5 metri per pixel. Dopo 64,9 ore di volo, Ranger 8, impattò alle 09:57:36.756 UT nel Mare Tranquillitatis, coordinate 2.67° nord - 24,65° est, alla velocità di 2,68 km/s. Il funzionamento della sonda fu eccellente.